# Our Gang
La pandilla o Los pequeños traviesos (en Hispanoamérica) (en original Our Gang, también conocida como The Little Rascals o Hal Roach's Rascals) es una serie de larga trayectoria en la historia de los cortometrajes estadounidenses; gira en torno a la vida de unos niños de clase baja y sus aventuras. 

## Trayectoria

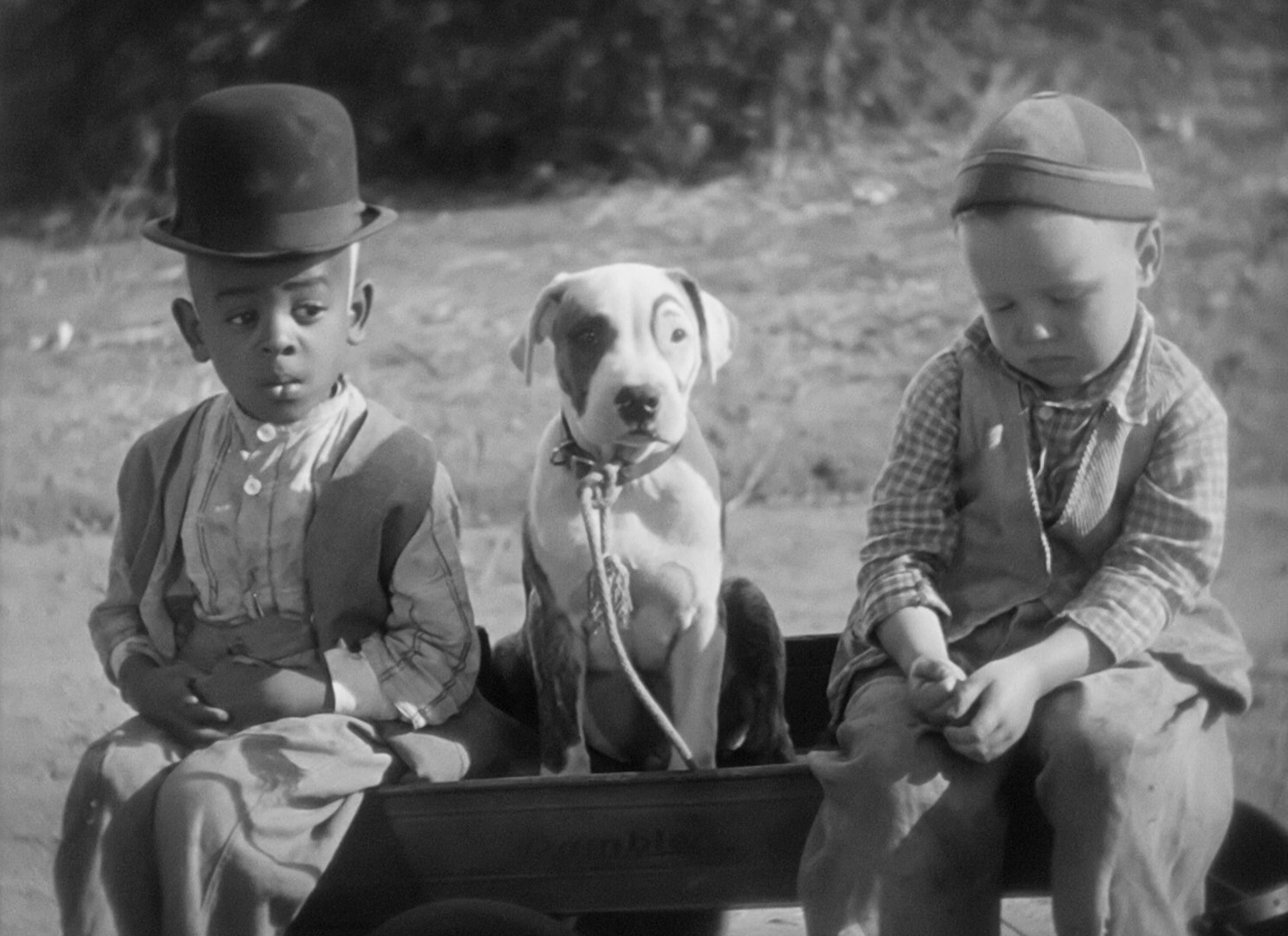
Matthew Beard, Pete the Pup, y Bobby Hutchins en School's Out, 1930.

Creada por el productor Hal Roach, se empezó a realizar en su estudio en 1922 como una serie de cortos mudos. Roach cambió de distribuidor varias veces, trabajando con compañías como Pathé o Metro-Goldwyn-Mayer (MGM). 
A partir de 1929, la serie empezó a hacerse con sonido y en 1938 fue vendida a MGM, compañía que continuó con la serie hasta 1944. Con un total de 220 cortos y una película, General Spanky, llegó a contar con cuarenta y un niños actores. Se difundió en muchos países, incluida España, donde dio lugar a la serie La pandilla de los siete (1945).
Hacia mediados de los años 1950, los 80 cortos de Roach fueron vendidos a la televisión estadounidense bajo el título The Little Rascals, dado que MGM mantenía los derechos del nombre Our Gang. 
En España, volvió a hacerse popular a partir de los años 1980, cuando fue emitida dentro del espacio La bola de cristal.

## Características
La serie, una de las más conocidas de la historia del cine, es famosa por mostrar niños actuando de una manera relativamente natural. Desde su primer director, Robert F. McGowan, se caracterizó por ser la primera en filmar de una manera realista el comportamiento de los niños. 
Además, Our Gang en particular puso a niños, niñas, blancos y negros juntos como iguales, algo que "abrió nuevos caminos", según el historiador de cine Leonard Maltin. Eso nunca se había hecho antes en el cine, pero desde entonces se ha repetido tras el éxito de Our Gang.